# Miudivka, Bobrîneț
Miudivka (în ucraineană Мюдівка) este un sat în comuna Suhokliivka din raionul Bobrîneț, regiunea Kirovohrad, Ucraina.

## Demografie
Componența lingvistică a localității Miudivka
     Ucraineană (91,03%)
     Rusă (6,41%)
     Română (1,28%)
Conform recensământului din 2001, majoritatea populației localității Miudivka era vorbitoare de ucraineană (91,03%), existând în minoritate și vorbitori de rusă (6,41%), armeană (1,28%) și română (1,28%).